# George Stam
George Stam (* 2. Juli 1905 in Rotterdam; † 27. April 1995 ebenda) war ein niederländischer Organist, Komponist und Musikpädagoge.

## Leben
Stam erhielt seinen ersten Musikunterricht auf einem Harmonium, später – nach dem Umzug der Familie nach Zutphen (1916) – Orgelstunden von Cornelis J. Bute, der damals Organist an der Walburgiskerk war, sowie ab 1922 bei Cornelis de Wolf (Eusebiuskerk in Arnhem). Als de Wolf 1925 Dozent am Amsterdamer Konservatorium wurde, setzte Stam seine Studien dort fort. Musiktheorie und Komposition lernte er bei Sem Dresden und Willem Pijper. Auch Thomaskantor Karl Straube zählte er zu seinen Lehrern. 1927 bestand er das Examen. 1933 erhielt er den Prix d’Excellence.
Ab 1931 war Stam als Organist an der Jacobijnerkerk in Leeuwarden angestellt, fungierte auch als Chorleiter und war von 1945 bis 1947 Dirigent der Ljouwerter Orkest Foriening. 1949 wurde er Direktor der Toonkunst-Musikschule in Utrecht (das spätere Konservatorium), von 1953 bis 1956 war er Direktor des Konservatoriums in Amsterdam. Zu Stams Schülern gehörten Cornelius H. Edskes, Kees van Eersel, Herman Lammers, Jan van Nerijnen und Charles de Wolff. Daneben wirkte er weiterhin als Kirchenorganist, ab 1950 an der Niederländisch-Reformierten Koepelkerk in Amsterdam, anschließend an der Niederländisch-Reformierten Westerkerk, 1952 an der Leeuwenberghkerk in Utrecht und ab September 1956 an der Niederländisch-Reformierten Sint-Janskerk in Gouda. 1959 wurde er Organist an der Grote of Sint-Laurenskerk in Rotterdam, 1968 an der Oude Kerk in Rijswijk. 1992 nahm er aus gesundheitlichen Gründen seinen Abschied.
Als Komponist schuf Stam Werke für Orgel und Chor.

## Werke
- Passaglia und Fuge (1931)
- Fantasie über bekannte niederländische Volkslieder für Orgel (1937)
- Thema – Variationen und Fuge (1942)